# Pavlov u Velkého Meziříčí

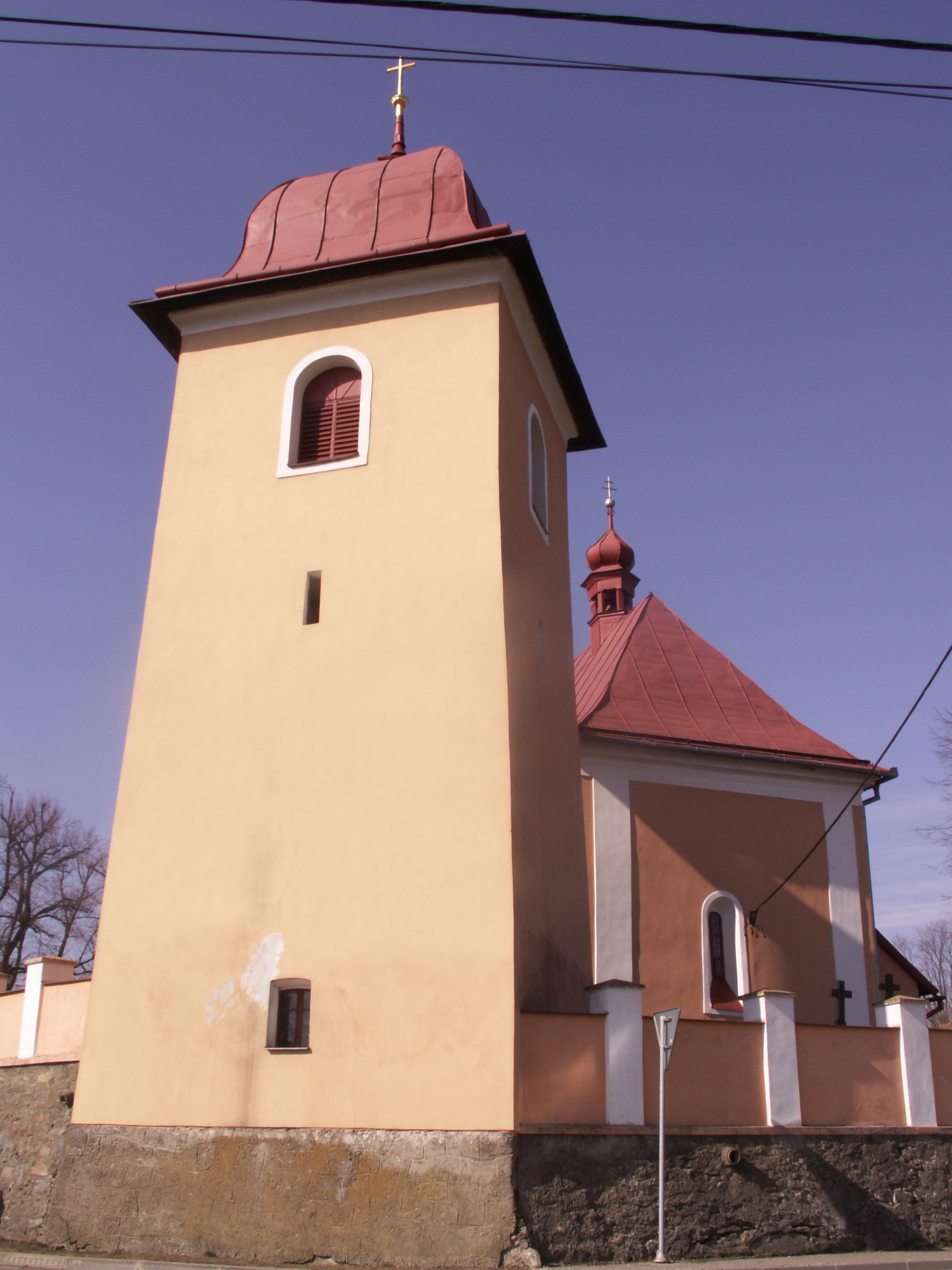
Kirche des hl. Jakobus und Philippus

Pavlov (deutsch Pawlow) ist eine Gemeinde in Tschechien. Sie liegt 13 Kilometer nordwestlich von Velké Meziříčí und gehört zum Okres Žďár nad Sázavou.

## Geographie
Pavlov befindet sich am Rande der Arnolecké hory, einem Teil der Böhmisch-Mährischen Höhe, am Bach Pavlovský potok. Östlich liegt der Teich Podvesník und im Norden der Staropavlovský rybník und Znětíněcký rybník. Im Süden erheben sich der Kříb (667 m) und Dědkovská hora (694 m), südwestlich der Kyjov (702 m) und im Nordwesten die Hudcova skála (663 m) und V Kopečku (663 m).
Nachbarorte sind Pokojov und Znětínek im Norden, Radostín nad Oslavou im Nordosten, Kněževes, Vrbův Mlýn und Krásněves im Osten, Zahradiště und Zadní Zhořec im Südosten, Dědkov im Süden, Milíkov und Kyjov im Südwesten, Chroustov im Westen sowie Starý Telečkov im Nordwesten.

## Geschichte
Die erste urkundliche Erwähnung des zur Herrschaft Mostiště gehörigen Dorfes erfolgte im Jahre 1370, als Bohuň von Mostiště den Ort dem Markgrafen Johann Heinrich überließ. Alten Überlieferungen zufolge soll das Dorf sowie eine Burg ursprünglich nördlich auf der Flur Starý Pavlov gestanden und wesentlich größer gewesen sein. Zum Ende des 14. Jahrhunderts wurde Pavlov der Herrschaft Meziříčí zugeschlagen. Bei der Herrschaftsteilung von 1515 erhielt Vladislav Meziříčský von Lomnice das Dorf. Pavlov wurde damit Teil der Gutsherrschaft Ostrov nad Oslavou.
Nach der Ablösung der Patrimonialherrschaften bildete Pavlov ab 1850 mit dem Ortsteil Starý Telečkov eine Gemeinde in der Bezirkshauptmannschaft Velké Meziříčí. Mit Beginn des Jahres 1961 wurde der Okres Velké Meziříčí aufgelöst und die Gemeinde dem Okres Žďár nad Sázavou zugeordnet. 1980 erfolgte die Eingemeindung nach Radostín nad Oslavou. Seit 1991 besteht die Gemeinde Pavlov wieder.

## Gemeindegliederung
Die Gemeinde Pavlov besteht aus den Ortsteilen Pavlov (Pawlow) und Starý Telečkov (Alt Teletschkau), die zugleich auch Katastralbezirke bilden.

## Sehenswürdigkeiten
- Kirche des hl. Jakobus und Philippus, der ursprünglich gotische Bau aus dem 13. Jahrhundert wurde im 15. Jahrhundert mit Befestigungsmauern versehen. 1792 erfolgte ein barocker Umbau und der Anbau des Turmes
- Pfarrhaus, erbaut zum Ende des 18. Jahrhunderts
- Steinernes Kreuz an der Kirche, errichtet 1810
- ehemalige Schmiede am Dorfplatz
- Kapelle in Starý Telečkov

## Persönlichkeiten
- Antonín Hugo Bradáč (1911–1974), der Dichter und Erzähler wirkte als Pfarrer in Pavlov. Sein Grab befindet sich auf dem örtlichen Friedhof.